# Giovanni Galli
Giovanni Galli (* 29. April 1958 in Pisa, Italien) ist ein ehemaliger italienischer Fußballspieler. Er spielte auf der Position des Torhüters.

## Karriere
Galli begann seine Karriere mit der Saison 1977/78 in der Serie A bei der Fiorentina. In Florenz spielte er insgesamt neun Spielzeiten in einer für den Verein relativ erfolglosen Ära. Insgesamt wurde er beim AC Florenz 259 mal eingesetzt.
Zur Saison 1986/87 wechselte Galli zum AC Mailand, wo er in deren damaligem Ausnahmeteam unter Arrigo Sacchi die größten Erfolge seiner Laufbahn erzielte. Bereits in der folgenden Spielzeit wurde er mit Milan italienischer Meister und errang den italienischen Supercup. Den Höhepunkt bildete die folgende Saison 1988/89, in der er mit dem Verein in nur einer Spielzeit den italienischen Supercup, den Europapokal der Landesmeister, den Europäischen Supercup und den Weltpokal gewann. In der folgenden Spielzeit, seiner letzten bei Milan, folgten noch einmal der Gewinn des Landesmeisterpokals und des Weltpokals.
Anschließend wechselte Giovanni Galli zur Saison 1990/91 zum SSC Neapel, wo er noch in derselben Spielzeit unter Alberto Bigon erneut die Supercoppa Italiana (5:1 gegen Juventus Turin) errang. Galli blieb noch zwei weitere, relativ erfolglose Spielzeiten bei Napoli. Die Saison 1993/94 sah ihn dann bei Torino Calcio, aber schon im nächsten Jahr wechselte er für zwei Spielzeiten zum AC Parma, wo er aber keinen Stammplatz mehr bekam unter hinter Luca Bucci Ersatztorhüter war. An den gewonnenen Finals des UEFA-Pokals 1994/95 war er nicht aktiv beteiligt und in der Saison 1995/96 wurde er an Lucchese in die Serie B ausgeliehen. Dort endete mit Ablauf der Spielzeit auch seine aktive Laufbahn.
Galli wurde 19 mal in der italienischen Nationalmannschaft eingesetzt. Er gehörte dem Weltmeisterkader Enzo Bearzots von 1982 an, kam bei der WM jedoch nicht zum Einsatz. Vor und während der WM 1986 lieferte er sich einen erbitterten Machtkampf um die Position des ersten Torhüters mit Franco Tancredi. Dieser Machtkampf trug nach Meinung des ehemaligen, damals dritten italienischen Nationaltorhüters Walter Zenga nicht unwesentlich zur Schwächung der Squadra Azzurra und zu deren vorzeitigem Ausscheiden bei.
Sein Sohn Niccolò (* 1983) war ebenfalls Fußballspieler, er kam 2001 bei einem Verkehrsunfall im Alter von 17 Jahren ums Leben.

## Erfolge
- Weltmeister: 1982
- Italienischer Meister: 1987/88
- Italienischer Supercupsieger: 1988, 1990
- Europapokalsieger der Landesmeister: 1988/89, 1989/90
- Weltpokalsieger: 1989
- UEFA-Super-Cup-Sieger: 1989
- UEFA-Pokal-Sieger: 1994/95